# Gasteria glomerata
Gasteria glomerata är en grästrädsväxtart som beskrevs av Van Jaarsv. Gasteria glomerata ingår i släktet Gasteria och familjen grästrädsväxter. Inga underarter finns listade i Catalogue of Life.

## Bildgalleri

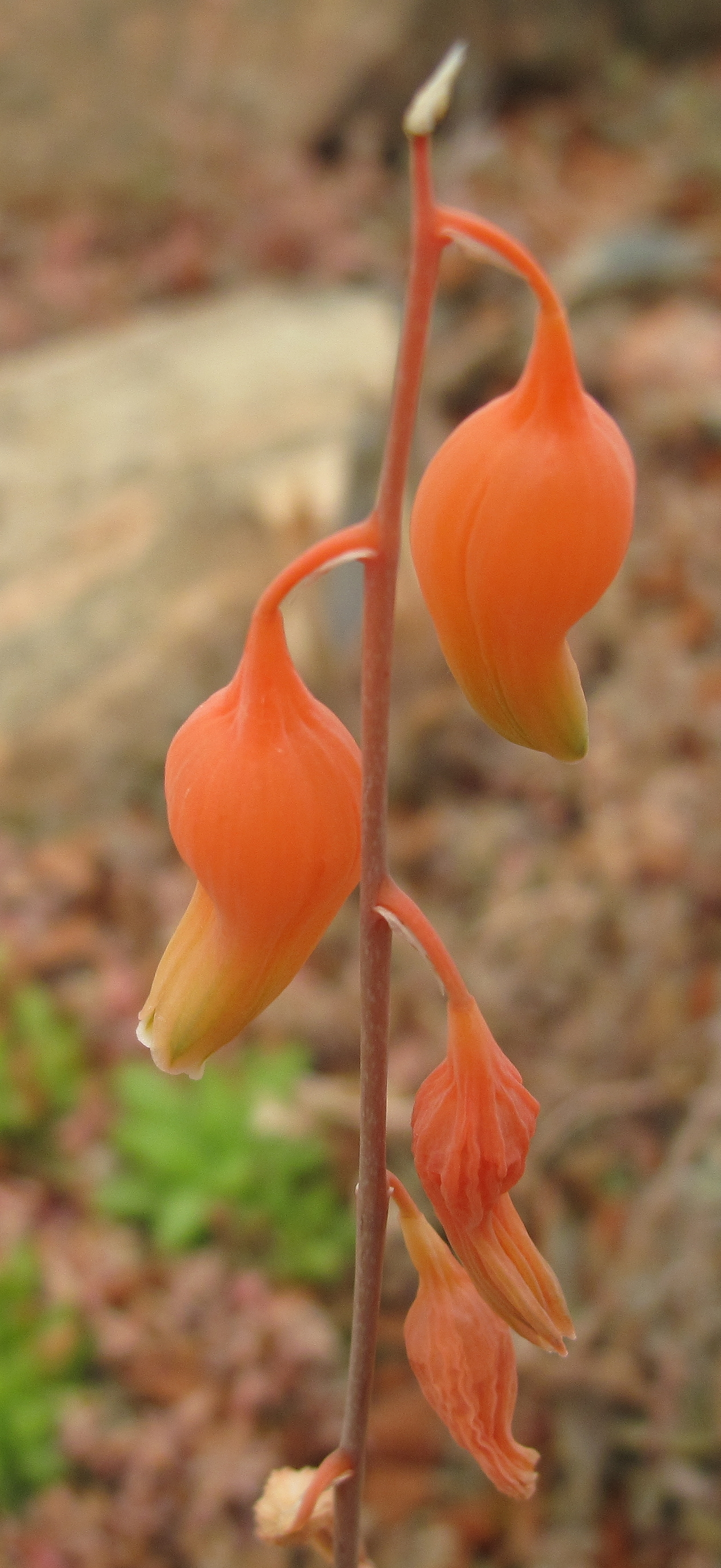
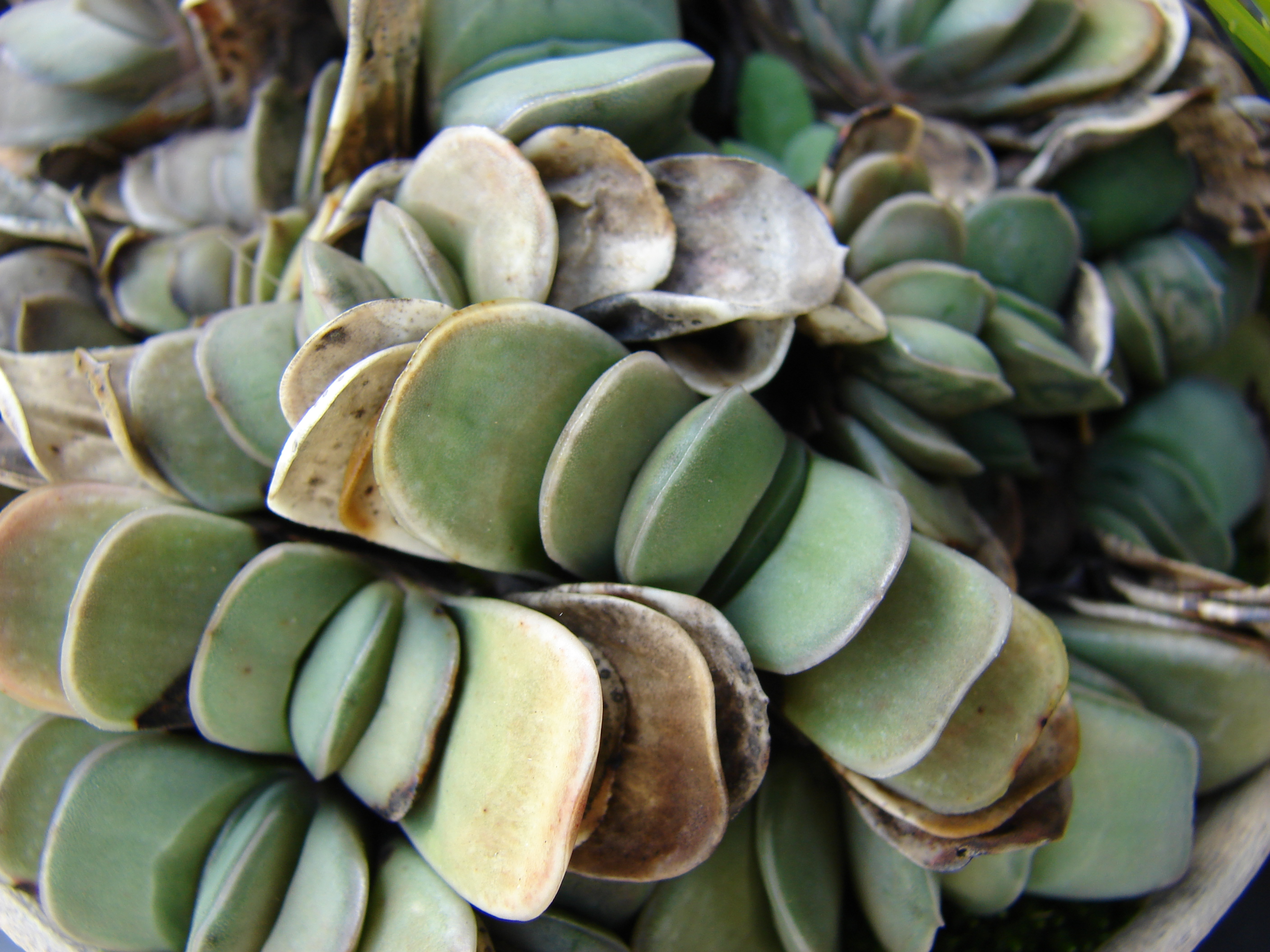
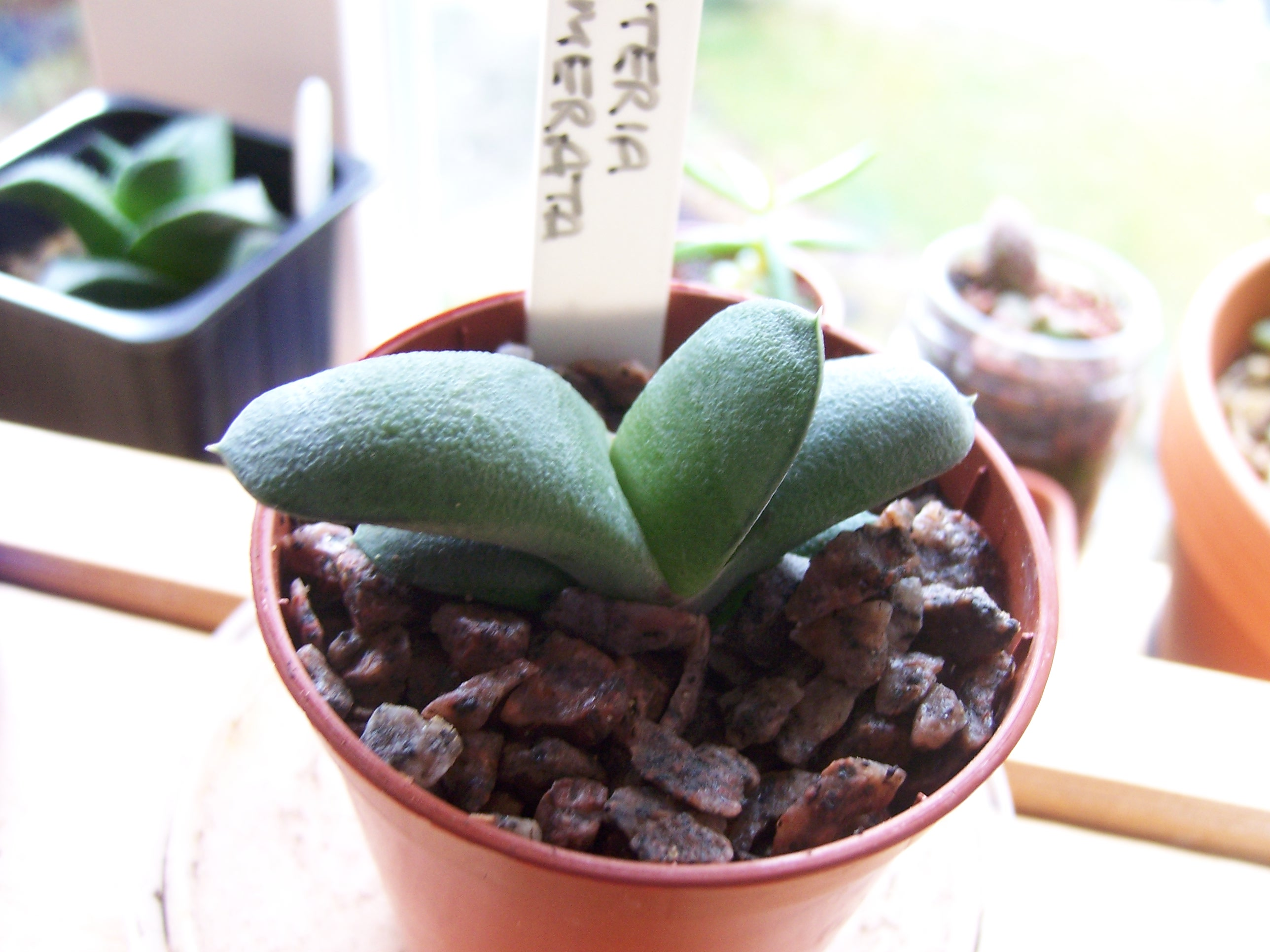
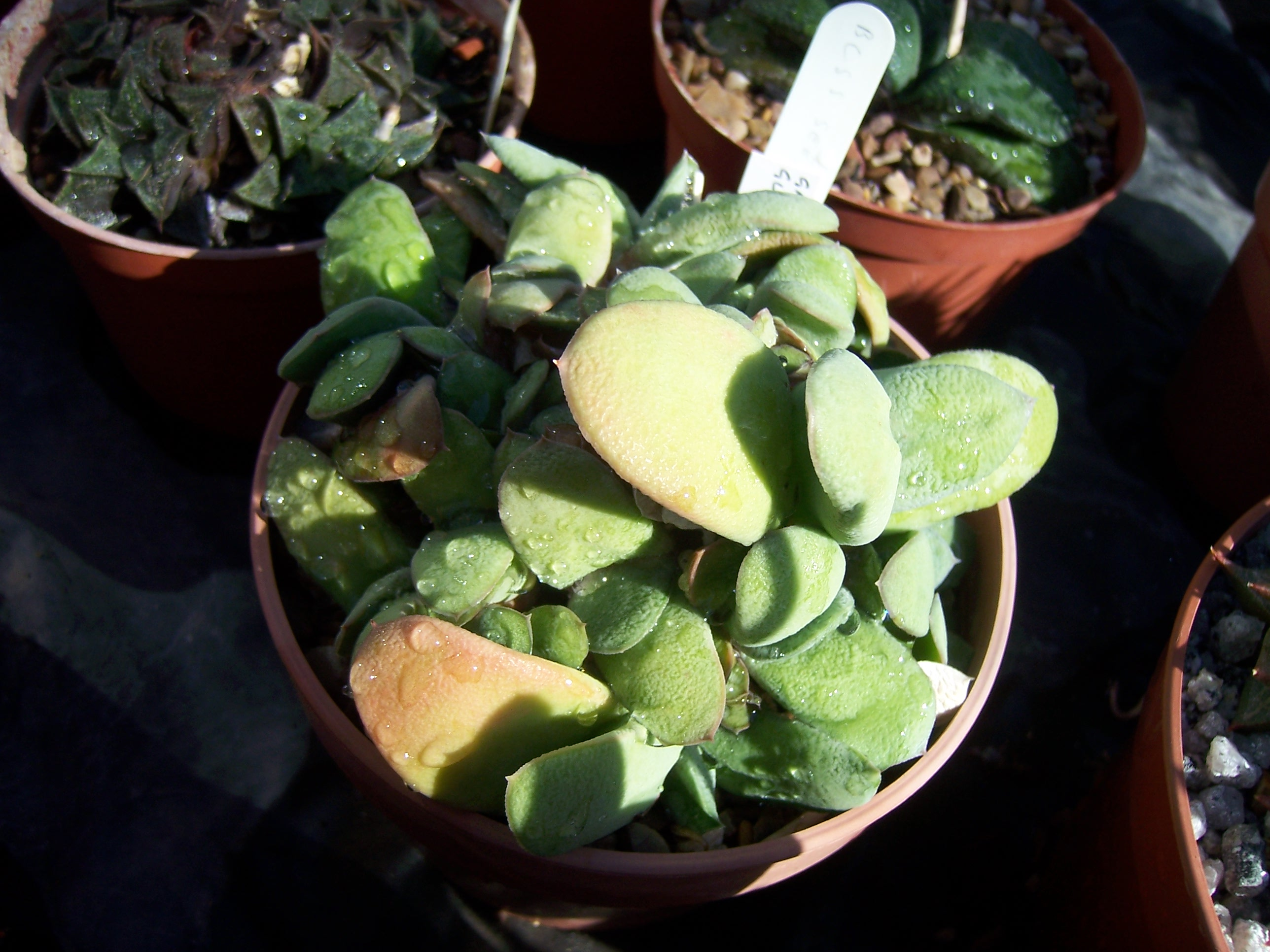
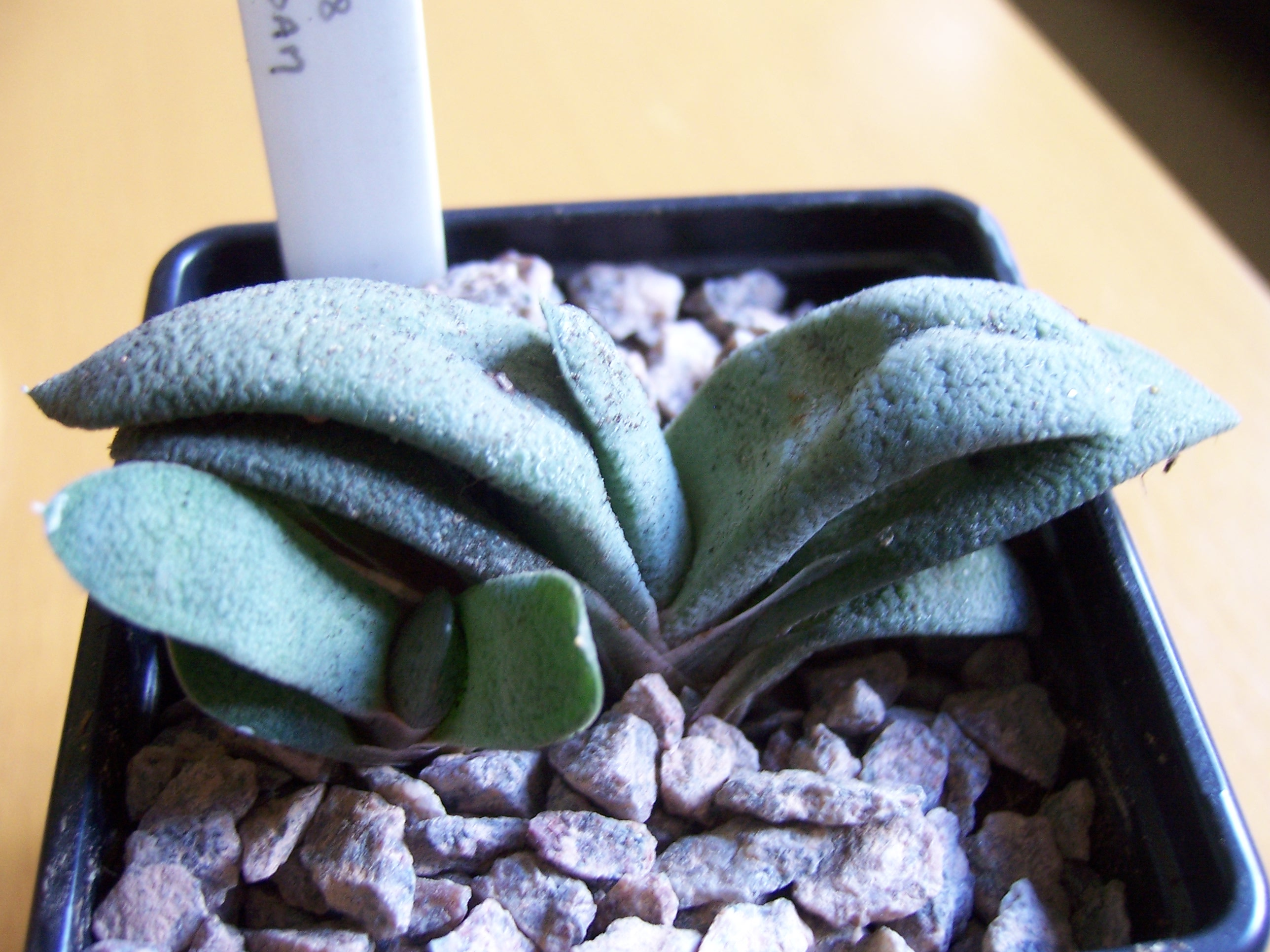